# Piece of Mind
Piece of Mind är det engelska heavy metal-bandet Iron Maidens fjärde studioalbum, som gavs ut den 16 maj 1983.

## Musiker
- Steve Harris – bas
- Nicko McBrain – trummor
- Bruce Dickinson – sång
- Adrian Smith – gitarr
- Dave Murray – gitarr

## Ny trummis
Albumet Piece of Mind var första gången trummisen Nicko McBrain spelade in tillsammans med bandet. Den tidigare trummisen Clive Burr blev sparkad efter turnéavslutnigen i december 1982, eftersom de övriga i bandet ansåg att han för ofta inte presterade tillräckligt på konserterna och att han inte längre klarade av det krävande turnéschemat. McBrain hade redan tidigare vikarierat under konserter när Burr behövde vara ledig.

## Inspelning
Bandet bokade in sig på det säsongsstängda Le Chalet Hotel på ön Jersey i Engelska kanalen för att skriva albumet och använde hotellrestaurangen som replokal. Det spelades sedan in från februari till mars i Compass Point Studios i Nassau på Bahamas och mixades i Electric Lady Studios i New York. Albumet producerades av Martin Birch.
Till skillnad från de tidigare tre albumen användes inte någon av låttitlarna som albumtitel, och det är det första av endast fyra Iron Maiden-album med en fristående titel. Orden "piece of mind" förekommer i låten "Still Life". Under låtskrivningsfasen var arbetstiteln Food for Thought, då bandet redan bestämt att maskoten Eddie skulle vara lobotomerad på omslaget.

## Låtlista
| 1. | "Where Eagles Dare"      | Steve Harris             | 6:08 |
| 2. | "Revelations"            | Bruce Dickinson          | 6:51 |
| 3. | "Flight of Icarus"       | Adrian Smith, Dickinson  | 3:49 |
| 4. | "Die with Your Boots On" | Smith, Dickinson, Harris | 5:22 |

| 5.           | "The Trooper"    | Harris              | 4:10  |
| 6.           | "Still Life"     | Dave Murray, Harris | 4:27  |
| 7.           | "Quest for Fire" | Harris              | 3:40  |
| 8.           | "Sun and Steel"  | Dickinson, Smith    | 3:25  |
| 9.           | "To Tame a Land" | Harris              | 7:26  |
| Total längd: | Total längd:     | Total längd:        | 45:18 |

En nyutgåva 1995 innehöll bonusspåren "I Got the Fire" (Montrose-cover) och "Cross-Eyed Mary" (Jethro Tull-cover).

## Låtdetaljer
Öppningsspåret "Where Eagles Dare" är baserat på boken (1967) och filmen (1968) Örnnästet av Alistair MacLean och handlar om en grupp brittiska kommandosoldater som under andra världskriget ska ta sig in i tyska Schloss Adler.
"Revelations", som är Dickinsons första egenkomponerade låt till Iron Maiden, blandar kristen mytologi med ockultism från Aleister Crowley. Textens inledning är tagen från en dikt av G. K. Chesterton som Dickinson lärde sig i skolan.
"Still Life" inleds med ett baklängesmeddelande som var avsett att driva med påståenden i USA om att rockband i allmänhet gömde dolda budskap i sin musik och att Iron Maiden var satanister. Det är McBrain som säger "Hmm, Hmmm, What ho sed de t'ing wid de t'ree bonce, on't meddle wid t'ings you don't understand." Repliken är tagen från satirskivan The Collected Broadcasts of Idi Amin (1975) av Bird and Alan Coren. Låten är baserad på skräcknovellen The Inhabitant of the Lake av Ramsey Campbell och handlar om en man som ser andevarelser i sjön och blir besatt av dem.
"Quest for Fire" är baserad på den förhistoriska fantasyfilmen med samma namn, som i sin tur är baserad på boken av J.-H. Rosny aîné. I en intervju med Fredrik Strage år 2024 sa Bruce Dickinson att "Quest for Fire" är den sångmässigt svåraste låten han behövt sjunga i en inspelningsstudio.
"Sun and Steel" handlar om den japanska samurajen Miyamoto Musashi.
Avslutningslåten "To Tame a Land" är baserad på boken Dune av Frank Herbert. I en intervju 1983 sade Steve Harris: "Det här är den bästa låten jag någonsin skrivit. Jag blev riktigt nöjd med Phantom of the Opera, men jag måste säga att det här är den bästa."
Låten "The Trooper" fick ge namn åt Iron Maidens eget öl som började säljas 2013.

## Omslaget
Omslaget är likt tidigare Iron Maiden-skivor gjort av Derek Riggs. En första tanke från bandet var att döda Eddie på något sätt, men istället ses han fastkedjad, lobotomerad och iförd tvångströja. På skivkonvolutet återges en vers från Uppenbarelseboken, med ordet "pain" utbytt mot "brain". I hörnet av baksidan på omslaget står det "No synthesizers or ulterior motives".

## Singlar
"Flight of Icarus" - Släppt den 11 april 1983. Nådde plats 11 på brittiska singellistan. Texten handlar om Ikaros.
"The Trooper" - Släppt den 20 juni 1983. Nådde plats 12 på brittiska singellistan. Texten handlar om Lätta brigadens anfall under Krimkriget.

## Turné
Albumturnén kallades World Piece Tour, med 150 konserter från maj till december 1983.
Sju av albumets nio låtar har framförts live. De låtar som aldrig framförts live är "Quest for Fire" och "Sun and Steel".
"The Trooper" är bandets fjärde mest spelade låt live någonsin, och har ingått i nästan samtliga av deras turnéer sedan 1983.

## Kontroverser
Låten "To Tame a Land" skulle heta "Dune" och var tänkt att inledas med ett uppläst citat ur boken, men författaren Frank Herbert motsatte sig detta via sin agent. På den portugisiska pressningen av albumet förekommer ett tryckfel där låten faktiskt har titeln "Dune".